# Maucherit
Maucherit ist ein eher selten vorkommendes Mineral aus der Mineralklasse der „Sulfide und Sulfosalze“ mit der chemischen Zusammensetzung Ni11As8 und gehört damit zu den Arseniden, die chemisch mit den Sulfiden verwandt sind.
Maucherit kristallisiert im tetragonalen Kristallsystem und entwickelt meist blättrige, stängelige oder massige Mineral-Aggregate, aber auch tafelige oder bipyramidale Kristalle von zunächst silbergrauer Farbe mit einem Stich ins Rosafarbene bis Rötliche. An der Luft läuft das Mineral allerdings nach einiger Zeit an und zeigt sich dann rötlichgrauer bis kupferroter Farbe. Auf der Strichtafel hinterlässt Mauerit einen schwarzgrauen bis schwarzen Strich.

## Etymologie und Geschichte

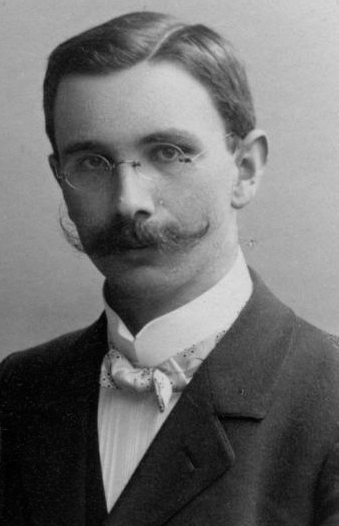
Wilhelm Maucher (1904)

Benannt wurde Maucherit nach seinem Entdecker, dem berühmten deutschen Mineralogen und Lagerstättenkundler Wilhelm Maucher, welcher das Mineral 1912 in seiner Typlokalität Eisleben, Sachsen-Anhalt in Deutschland entdeckte.
Maucherit wurde erstmals 1913 durch Friedrich Grünling beschrieben. Die genaue chemische Zusammensetzung konnte erst 1940 durch Martin Alfred Peacock (1898–1950) ermittelt werden. Zudem wies Peacock nach, dass das als sogenannte Nickelspeise oder auch Plakodin bekannte Hüttenprodukt aus einer dem Maucherit entsprechenden Verbindung besteht.

## Klassifikation
In der veralteten 8. Auflage der Mineralsystematik nach Strunz gehörte der Maucherit zur Mineralklasse der „Sulfide und Sulfosalze“ und dort zur Abteilung „Legierungen (und legierungsartige Verbindungen) von Metallen mit den Halbmetallen As, Sb, Bi“, wo er gemeinsam mit Orcelit in der „Orcelit-Maucherit-Gruppe“ mit der Systemnummer II/A’.03 steht.
In der zuletzt 2018 überarbeiteten Lapis-Systematik nach Stefan Weiß, die formal auf der alten Systematik von Karl Hugo Strunz in der 8. Auflage basiert, erhielt das Mineral die System- und Mineralnummer II/A.04-030. Dies entspricht der Klasse der „Sulfide und Sulfosalze“ und dort der Abteilung „Legierungen und legierungsartige Verbindungen“, wo Maucherit zusammen mit Orcelit eine unbenannte Gruppe mit der Systemnummer II/A.04 bildet.
Die von der International Mineralogical Association (IMA) zuletzt 2009 aktualisierte 9. Auflage der Strunz’schen Mineralsystematik ordnet den Maucherit in die Klasse der „Sulfide und Sulfosalze (Sulfide, Selenide, Telluride, Arsenide, Antimonide, Bismutide, Sulfarsenide, Sulfantimonide, Sulfbismutide)“ und dort in die Abteilung „Legierungen und legierungsartige Verbindungen“ ein. Hier ist das Mineral in der Unterabteilung „Nickel-Halbmetall-Legierungen“ zu finden, wo es als einziges Mitglied eine unbenannte Gruppe mit der Systemnummer 2.AB.15 bildet.
In der vorwiegend im englischen Sprachraum gebräuchlichen Systematik der Minerale nach Dana hat Maucherit die System- und Mineralnummer 02.16.16.01. Das entspricht der Klasse der „Sulfide und Sulfosalze“ und dort der Abteilung „Sulfidminerale“. Hier findet er sich innerhalb der Unterabteilung „Sulfide – einschließlich Seleniden und Telluriden – mit verschiedenen Formeln“ als einziges Mitglied in einer unbenannten Gruppe mit der Systemnummer 02.16.16.

## Kristallstruktur
Maucherit kristallisiert tetragonal in der Raumgruppe P41212 (Raumgruppen-Nr. 92) oder P43212 (Nr. 96) mit den Gitterparametern a = 6,87 Å und c = 21,82 Å sowie 4 Formeleinheiten pro Elementarzelle.

## Eigenschaften
Maucherit kann bei massiger Ausbildung aufgrund der Ähnlichkeit zu Nickelin (Rotnickelkies) leicht mit diesem verwechselt werden, zumal beide Minerale oft miteinander verwachsen vorkommen. Andere Cobalt- und Nickelminerale wie Nickel-Skutterudit (Chloanthit), Rammelsbergit, Skutterudit, Cobaltit (Kobaltglanz) oder Safflorit sind immer deutlich silbrig weiß oder grau und unterscheiden sich dadurch vom rötlichen Maucherit.
Auch die chemische Reaktion, in einer Silbersulfatlösung metallisches Silber abzuscheiden, ist bei Mauerit und Nickelin gleich. In konzentrierter Salpetersäure ist Maucherit löslich.

## Bildung und Fundorte

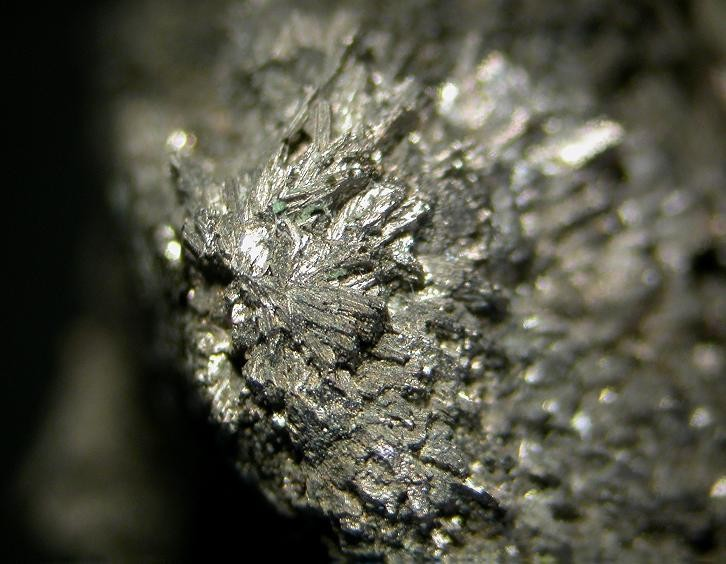
Maucherit-Kristallaggregat aus dem Schacht „Hans Seidel“ (Schacht „Graf von Hohenthal“) bei Helbra (Sachsen-Anhalt)

Maucherit entsteht in hydrothermalen Kobalt-Nickel-Arsen-Lagerstätten und ist dort meist mit Anhydrit, Baryt, gediegen Bismut, Calcit, Gips, Manganit, Nickelin, Nickel-Skutterudit (Chloanthit) und vergesellschaftet anzutreffen.
Als eher seltene Mineralbildung kann Maucherit an verschiedenen Fundorten zum Teil zwar reichlich vorhanden sein, insgesamt ist er aber wenig verbreitet. Als bekannt gelten bisher (Stand: 2017) rund 160 Fundorte. Neben seiner Typlokalität Eisleben fand sich das Mineral in Deutschland noch bei Helbra und Niederröblingen (Helme) in Sachsen-Anhalt; bei Schauinsland in Baden-Württemberg; bei Nieder-Ramstadt und Gelnhausen in Hessen; bei Sankt Andreasberg in Niedersachsen sowie an mehreren Orten im sächsischen Erzgebirge.
In Österreich fand man Maucherit bisher in einem Serpentinit-Steinbruch bei Griesserhof im Gebiet um Friesach und Hüttenberg in Kärnten, nahe der Gemeinde Mühlbach am Hochkönig im Salzburger Land, an der Zinkwand in den Schladminger Tauern sowie in Gesteinsproben, die beim Bau des Kirchdorftunnels und des Kaltenbachtunnels an der Brucker Schnellstraße (S35) in der Steiermark gesammelt wurden.
Der bisher einzige bekannte Fundort in der Schweiz ist die Grube Kaltenberg am Blüomatttälli im Turtmanntal im Kanton Wallis, wobei der Maucheritfund bisher nicht verifiziert wurde.
Weitere Fundorte liegen unter anderem in Argentinien, Australien, Bolivien, Brasilien, Bulgarien, China, Finnland, Frankreich, Griechenland, Grönland, Indien, Iran, Italien, Japan, Kanada, Marokko, Mazedonien, Mexiko, Norwegen, Oman, Polen, Russland, Schweden, Simbabwe, Spanien, Südafrika, Tschechien, Türkei, Ukraine, im Vereinigten Königreich (UK), den Vereinigten Staaten von Amerika (USA), Vietnam und Zypern.

## Verwendung
Maucherit hat außer als Mineralprobe keine wirtschaftliche Bedeutung.